# Olympische Sommerspiele 2016/Fechten
Bei den XXXI. Olympischen Spielen 2016 in Rio de Janeiro fanden zehn Wettbewerbe im Fechten statt. Austragungsort war die Arena Carioca 3 im Stadtteil Barra da Tijuca.
Auf dem Programm standen sechs Einzelwettbewerbe (Degen, Florett und Säbel jeweils für Frauen und Männer) sowie vier Mannschaftswettbewerbe (Degen und Säbel bei den Frauen, Degen und Florett bei den Männern). Da das IOC wie schon 2008 und 2012 nur zehn Fechtdisziplinen zuließ, wurde auf dem FIE-Kongress am 1. Dezember 2013 festgelegt, die Mannschaftswettbewerbe im Herren-Säbel und Damen-Florett nicht auszutragen.

## Bilanz

### Medaillenspiegel
| Platz | Land               | Gold | Silber | Bronze | Gesamt |
| ----- | ------------------ | ---- | ------ | ------ | ------ |
| 1     | Russland           | 4    | 1      | 2      | 7      |
| 2     | Ungarn             | 2    | 1      | 1      | 4      |
| 3     | Italien            | 1    | 3      | –      | 4      |
| 4     | Frankreich         | 1    | 1      | 1      | 3      |
| 5     | Südkorea           | 1    | –      | 1      | 2      |
| 6     | Rumänien           | 1    | –      | –      | 1      |
| 7     | Vereinigte Staaten | –    | 2      | 2      | 4      |
| 8     | China              | –    | 1      | 1      | 2      |
| 8     | Ukraine            | –    | 1      | 1      | 2      |
| 10    | Tunesien           | –    | –      | 1      | 1      |

### Medaillengewinner
| Konkurrenz         | Gold                                                             | Silber                                                             | Bronze                                                                |
| ------------------ | ---------------------------------------------------------------- | ------------------------------------------------------------------ | --------------------------------------------------------------------- |
| Degen Einzel       | Park Sang-young                                                  | Géza Imre                                                          | Gauthier Grumier                                                      |
| Degen Mannschaft   | Yannick Borel Gauthier Grumier Daniel Jérent Jean-Michel Lucenay | Marco Fichera Enrico Garozzo Paolo Pizzo Andrea Santarelli         | Gábor Boczkó Géza Imre András Rédli Péter Somfai                      |
| Florett Einzel     | Daniele Garozzo                                                  | Alexander Massialas                                                | Timur Safin                                                           |
| Florett Mannschaft | Artur Achmatchusin Timur Safin Alexei Tscheremissinow            | Jérémy Cadot Erwann Le Péchoux Enzo Lefort Jean-Paul Tony Helissey | Miles Chamley-Watson Race Imboden Alexander Massialas Gerek Meinhardt |
| Säbel Einzel       | Áron Szilágyi                                                    | Daryl Homer                                                        | Kim Jung-hwan                                                         |

| Konkurrenz       | Gold                                                                 | Silber                                                         | Bronze                                                             |
| ---------------- | -------------------------------------------------------------------- | -------------------------------------------------------------- | ------------------------------------------------------------------ |
| Degen Einzel     | Emese Szász                                                          | Rossella Fiamingo                                              | Sun Yiwen                                                          |
| Degen Mannschaft | Loredana Dinu Simona Gherman Simona Pop Ana Maria Popescu            | Hao Jialu Sun Yiwen Sun Yujie Xu Anqi                          | Wioletta Kolobowa Olga Kotschnewa Tatjana Logunowa Ljubow Schutowa |
| Florett Einzel   | Inna Deriglasowa                                                     | Elisa Di Francisca                                             | Inès Boubakri                                                      |
| Säbel Einzel     | Jana Jegorjan                                                        | Sofja Welikaja                                                 | Olha Charlan                                                       |
| Säbel Mannschaft | Jekaterina Djatschenko Julija Gawrilowa Jana Jegorjan Sofja Welikaja | Olha Charlan Alina Komaschtschuk Olena Krawazka Olena Woronina | Monica Aksamit Ibtihaj Muhammad Dagmara Wozniak Mariel Zagunis     |

## Wettbewerbe und Zeitplan
| Wettbewerbe        | August | August | August | August | August | August | August | August | August |
| Damen              | 6.     | 7.     | 8.     | 9.     | 10.    | 11.    | 12.    | 13.    | 14.    |
| ------------------ | ------ | ------ | ------ | ------ | ------ | ------ | ------ | ------ | ------ |
| Degen-Einzel       |        |        |        |        |        |        |        |        |        |
| Säbel-Einzel       |        |        |        |        |        |        |        |        |        |
| Florett-Einzel     |        |        |        |        |        |        |        |        |        |
| Degen-Mannschaft   |        |        |        |        |        |        |        |        |        |
| Säbel-Mannschaft   |        |        |        |        |        |        |        |        |        |
| Herren             | 6.     | 7.     | 8.     | 9.     | 10.    | 11.    | 12.    | 13.    | 14.    |
| Florett-Einzel     |        |        |        |        |        |        |        |        |        |
| Degen-Einzel       |        |        |        |        |        |        |        |        |        |
| Säbel-Einzel       |        |        |        |        |        |        |        |        |        |
| Florett-Mannschaft |        |        |        |        |        |        |        |        |        |
| Degen-Mannschaft   |        |        |        |        |        |        |        |        |        |

| Legende: |  | Finale |

## Ergebnisse Männer

### Degen Einzel
| Platz | Land | Sportler           |
| ----- | ---- | ------------------ |
| 1     | KOR  | Park Sang-young    |
| 2     | HUN  | Géza Imre          |
| 3     | FRA  | Gauthier Grumier   |
| 4     | SUI  | Benjamin Steffen   |
| 5     | FRA  | Yannick Borel      |
| 6     | JPN  | Kazuyasu Minobe    |
| 7     | SUI  | Max Heinzer        |
| 8     | EST  | Nikolai Novosjolov |

Datum: 9. August 2016

38 Teilnehmer aus 20 Ländern

### Degen Mannschaft
| Platz | Land | Sportler                                                             |
| ----- | ---- | -------------------------------------------------------------------- |
| 1     | FRA  | Yannick Borel Gauthier Grumier Daniel Jérent Jean-Michel Lucenay     |
| 2     | ITA  | Marco Fichera Enrico Garozzo Paolo Pizzo Andrea Santarelli           |
| 3     | HUN  | Gábor Boczkó Géza Imre András Rédli Péter Somfai                     |
| 4     | UKR  | Maksym Chworost Anatolij Herej Dmytro Karjutschenko Bohdan Nikischyn |
| 5     | KOR  | Jung Jin-sun Jung Seung-hwa Park Kyoung-doo Park Sang-young          |
| 6     | SUI  | Peer Borsky Max Heinzer Fabian Kauter Benjamin Steffen               |
| 7     | RUS  | Wadim Anochin Anton Awdejew Sergei Chodos Pawel Suchow               |
| 8     | VEN  | Kelvin Caña Silvio Fernández Francisco Limardo Rubén Limardo         |

Datum: 14. August 2016

35 Teilnehmer aus 9 Ländern

### Florett Einzel
| Platz | Land | Sportler            |
| ----- | ---- | ------------------- |
| 1     | ITA  | Daniele Garozzo     |
| 2     | USA  | Alexander Massialas |
| 3     | RUS  | Timur Safin         |
| 4     | GBR  | Richard Kruse       |
| 5     | USA  | Gerek Meinhardt     |
| 6     | ITA  | Giorgio Avola       |
| 7     | CHN  | Chen Haiwei         |
| 8     | BRA  | Guilherme Toldo     |

Datum: 7. August 2016

35 Teilnehmer aus 19 Ländern

### Florett Mannschaft
| Platz | Land | Sportler                                                              |
| ----- | ---- | --------------------------------------------------------------------- |
| 1     | RUS  | Artur Achmatchusin Timur Safin Alexei Tscheremissinow                 |
| 2     | FRA  | Jérémy Cadot Enzo Lefort Erwann Le Péchoux Jean-Paul Tony Helissey    |
| 3     | USA  | Miles Chamley-Watson Race Imboden Alexander Massialas Gerek Meinhardt |
| 4     | ITA  | Giorgio Avola Andrea Baldini Andrea Cassarà Daniele Garozzo           |
| 5     | CHN  | Chen Haiwei Lei Sheng Ma Jianfei Shi Jialuo                           |
| 6     | GBR  | James-Andrew Davis Laurence Halsted Richard Kruse Marcus Mepstead     |
| 7     | EGY  | Alaaeldin Abouelkassem Tarek Ayad Mohamed Essam Mohamed Hamza         |
| 8     | BRA  | Ghislain Perrier Henrique Marques Fernando Scavasin Guilherme Toldo   |

Datum: 12. August 2016

31 Teilnehmer aus 8 Ländern

### Säbel Einzel
| Platz | Land | Sportler           |
| ----- | ---- | ------------------ |
| 1     | HUN  | Áron Szilágyi      |
| 2     | USA  | Daryl Homer        |
| 3     | KOR  | Kim Jung-hwan      |
| 4     | IRN  | Mojtaba Abedini    |
| 5     | RUS  | Nikolai Kowaljow   |
| 5     | ROM  | Tiberiu Dolniceanu |
| 5     | FRA  | Vincent Anstett    |
| 5     | GER  | Matyas Szabo       |

Datum: 10. August 2016

32 Teilnehmer aus 25 Ländern

## Ergebnisse Frauen

### Degen Einzel
| Platz | Land | Sportlerin           |
| ----- | ---- | -------------------- |
| 1     | HUN  | Emese Szász          |
| 2     | ITA  | Rossella Fiamingo    |
| 3     | CHN  | Sun Yiwen            |
| 4     | FRA  | Lauren Rembi         |
| 5     | TUN  | Sarra Besbes         |
| 5     | KOR  | Choi In-jeong        |
| 5     | JPN  | Nozomi Nakano        |
| 5     | BRA  | Nathalie Moellhausen |

Datum: 6. August 2016

37 Teilnehmerinnen aus 19 Ländern

### Degen Mannschaft
| Platz | Land | Sportlerinnen                                                                 |
| ----- | ---- | ----------------------------------------------------------------------------- |
| 1     | ROM  | Loredana Dinu Simona Gherman Simona Pop Ana Maria Popescu                     |
| 2     | CHN  | Hao Jialu Sun Yiwen Sun Yujie Xu Anqi                                         |
| 3     | RUS  | Wioletta Kolobowa Olga Kotschnewa Tatjana Logunowa Ljubow Schutowa            |
| 4     | EST  | Julia Beljajeva Irina Embrich Erika Kirpu Kristina Kuusk                      |
| 5     | USA  | Katharine Holmes Courtney Hurley Kelley Hurley Katarzyna Trzopek              |
| 6     | KOR  | Choi Eun-sook Choi In-jeong Kang Young-mi Shin A-lam                          |
| 7     | FRA  | Marie-Florence Candassamy Josephine Jacques Coquin Auriane Mallo Lauren Rembi |
| 8     | UKR  | Olena Krywyzka Ksenija Panteljejewa Anfissa Potschkalowa Jana Schemjakina     |

Datum: 11. August 2016

36 Teilnehmerinnen aus 9 Ländern

### Florett Einzel
| Platz | Land | Sportlerin         |
| ----- | ---- | ------------------ |
| 1     | RUS  | Inna Deriglasowa   |
| 2     | ITA  | Elisa Di Francisca |
| 3     | TUN  | Inès Boubakri      |
| 4     | RUS  | Aida Schanajewa    |
| 5     | CAN  | Eleanor Harvey     |
| 5     | CHN  | Liu Yongshi        |
| 5     | FRA  | Ysaora Thibus      |
| 5     | FRA  | Astrid Guyart      |

Datum: 10. August 2016

35 Teilnehmerinnen aus 27 Ländern

### Säbel Einzel
| Platz | Land | Sportlerin             |
| ----- | ---- | ---------------------- |
| 1     | RUS  | Jana Jegorjan          |
| 2     | RUS  | Sofja Welikaja         |
| 3     | UKR  | Olha Charlan           |
| 4     | FRA  | Manon Brunet           |
| 5     | FRA  | Cécilia Berder         |
| 5     | TUN  | Azza Besbes            |
| 5     | RUS  | Jekaterina Djatschenko |
| 5     | ITA  | Loreta Gulotta         |

Datum: 8. August 2016

36 Teilnehmerinnen aus 20 Ländern

### Säbel Mannschaft
| Platz | Land | Sportlerinnen                                                        |
| ----- | ---- | -------------------------------------------------------------------- |
| 1     | RUS  | Jekaterina Djatschenko Julija Gawrilowa Jana Jegorjan Sofja Welikaja |
| 2     | UKR  | Olha Charlan Alina Komaschtschuk Olena Krawazka Olena Woronina       |
| 3     | USA  | Monica Aksamit Ibtihaj Muhammad Dagmara Wozniak Mariel Zagunis       |
| 4     | ITA  | Ilaria Bianco Rossella Gregorio Loreta Gulotta Irene Vecchi          |
| 5     | KOR  | Kim Ji-yeon Seo Ji-yeon Yoon Ji-su                                   |
| 6     | POL  | Małgorzata Kozaczuk Bogna Jóźwiak Marta Puda Aleksandra Socha        |
| 7     | MEX  | Tania Arrayales Úrsula González Julieta Toledo                       |
| 8     | FRA  | Saoussen Boudiaf Cécilia Berder Manon Brunet Charlotte Lembach       |

Datum: 13. August 2016

30 Teilnehmerinnen aus 8 Ländern